# Nazareth-La Pinte
Nazareth-La Pinte, en néerlandais Nazareth-De Pinte, est une commune néerlandophone de Belgique située en Région flamande dans la province de Flandre-Orientale. Elle est formée au 1er janvier 2025 par la fusion de Nazareth et La Pinte.
Le principe de fusion est décidé le 19 juin 2023 avant que la décision définitive soit votée par les conseils communaux le 18 décembre 2023.
La commune comptera environ 23 000 habitants.

## Géographie

### Sections de la commune
| # | Section  | Superf. (km²) | Habitants (2020) | Habitants par km² | Code INS |
| - | -------- | ------------- | ---------------- | ----------------- | -------- |
| 1 | Nazareth | 25,90         | 6.463            | 250               | 44048A   |
| 2 | Eke      | 9,54          | 5.238            | 549               | 44048B   |
| 3 | La Pinte | 8,85          | 9.273            | 1.048             | 44012A   |
| 4 | Zevergem | 9,13          | 1.769            | 194               | 44012B   |

## Démographie

### Évolution démographique de la commune fusionnée
En tenant compte des anciennes communes entraînées dans la fusion de communes de 2025, on peut dresser l'évolution suivante :
- Source : DGS - Remarque: 1831 jusqu'à 1980=recensement; depuis 1990=nombre d'habitants chaque 1er janvier[5]